# 508 v.Chr.
Het jaar 508 v.Chr. is een jaartal volgens de christelijke jaartelling.

## Gebeurtenissen

### Italië
- Etruskische troepen onder Lars Porsenna rukken op naar Rome. Een veldslag bij de Pons Sublicius eindigt in een kortstondige bezetting van Rome. Uiteindelijk wordt de vrede getekend.

### Griekenland
- Isagoras slaagt er tijdelijk in Cleisthenes en zijn gehele clan uit Athene te verdrijven.
- Isagoras wordt benoemd tot archont van Athene.